# Бализор

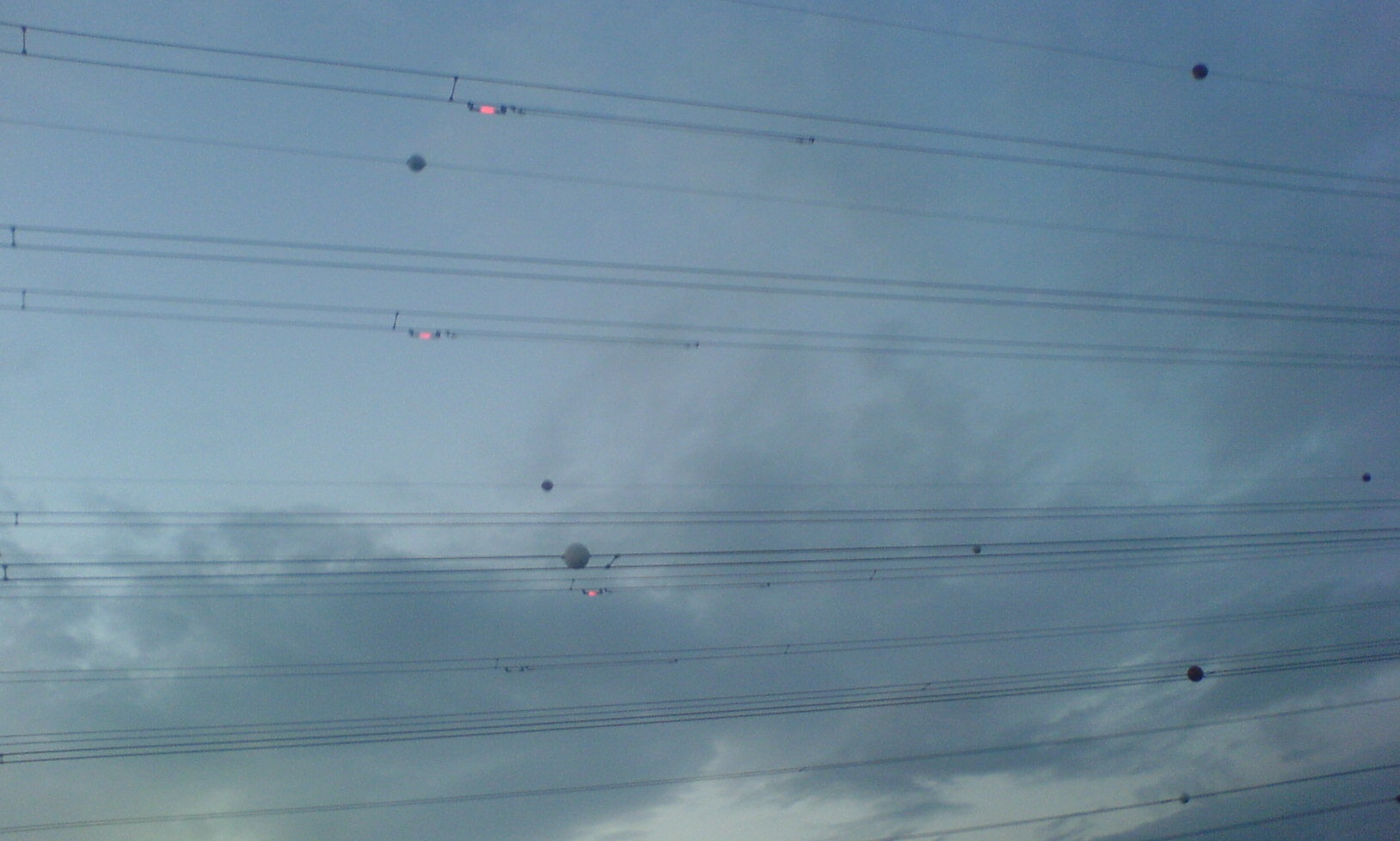
Пример установки светового ограждения на проводах ЛЭП

Бализо́р (англ. Balisor) — торговая марка серии высоковольтных и сверхвысоковольтных указательных ламп, лампы устанавливаются непосредственно на фазный провод ЛЭП в пролёте между опорами линии электропередач 110—500 кВ (60 до 550 киловольт (световое ограждение).
Производятся корпорацией Obsta.

## Описание
Провода ЛЭП представляют угрозу для безопасности полётов воздушных судов малой авиации. Маркировка опор ЛЭП — необходимый, но не достаточный элемент комплекса мероприятий по обеспечению безопасности полётов, поскольку расстояния между опорами могут быть значительными, и пилоты могут быть введены в заблуждение о фактических расположении и высоте проводов высокого напряжения. Применяется также маркировка при помощи хорошо различимых указательных сфер, но они не светятся и в темноте невидимы(Overhead wire marker).
Другие типы маркировки применяются для отпугивания птиц для предотвращения поражения их электрическим током.

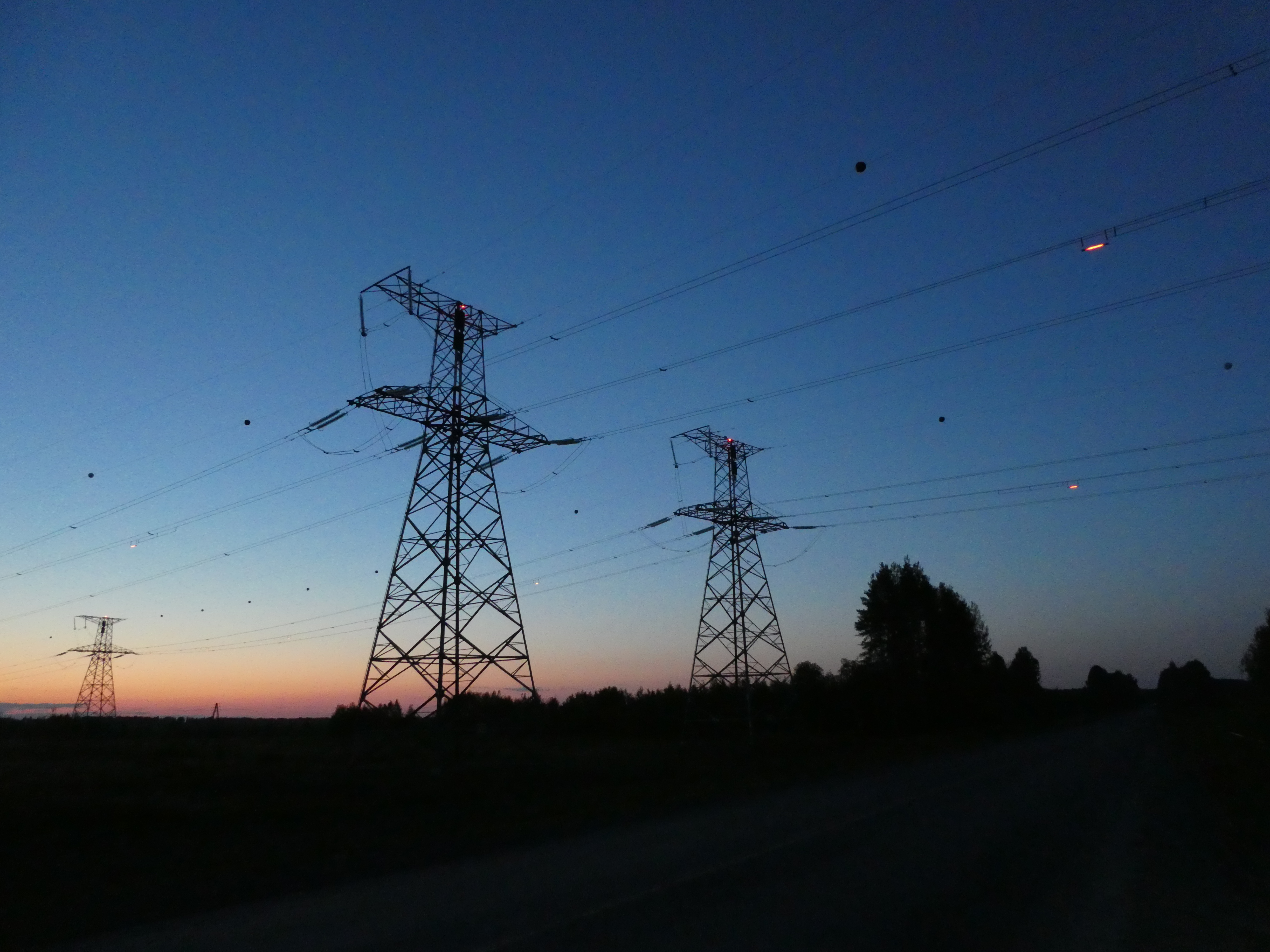
Лампы светового ограждения Balisor на ЛЭП 330 кВ вблизи аэропорта Петрозаводск.

## Принцип действия

Принцип работы

Особенностью системы Бализор является то, что энергия для свечения неоновой лампы снимается непосредственно с несущего высоковольтного провода через ёмкостную связь через «антенну» (вторую обкладку конденсатора) с соседними проводами ЛЭП или «землёй». Таким образом, система полностью автономна, не требует никаких внешних электрических подключений. Недостатком такой системы является отсутствие свечения при обесточенной ЛЭП.
Серийная лампа Бализор является лампой низкой интенсивности свечения, в соответствии с определением Международной организации гражданской авиации.

## Комплектность
В комплект лампы входят:
- «холодная» неоновая лампа в колбе из стойкого к атмосферным воздействиям стекла. Колба заполнена специальным газом. Средний срок службы лампы более 10 лет (например, устройства Бализор, смонтированные на высоковольтных проводах возле аэропорта Roissy в Париже в 1973 году, до сих пор находятся в эксплуатации);
- алюминиевый стержень — «антенна». Его длина зависит от рабочего напряжения ЛЭП. Серийно выпускаются комплекты для подвеса на проводах ЛЭП с номинальным напряжением от 60 до 550 киловольт;
- монтажный комплект для крепления всей системы на проводах разного сечения;
- комплект керамических изоляторов;
- блок электромагнитной совместимости, для исключения влияния наводок на свечение неоновой лампы. Световое ограждение Balisor (лампа крупным планом)

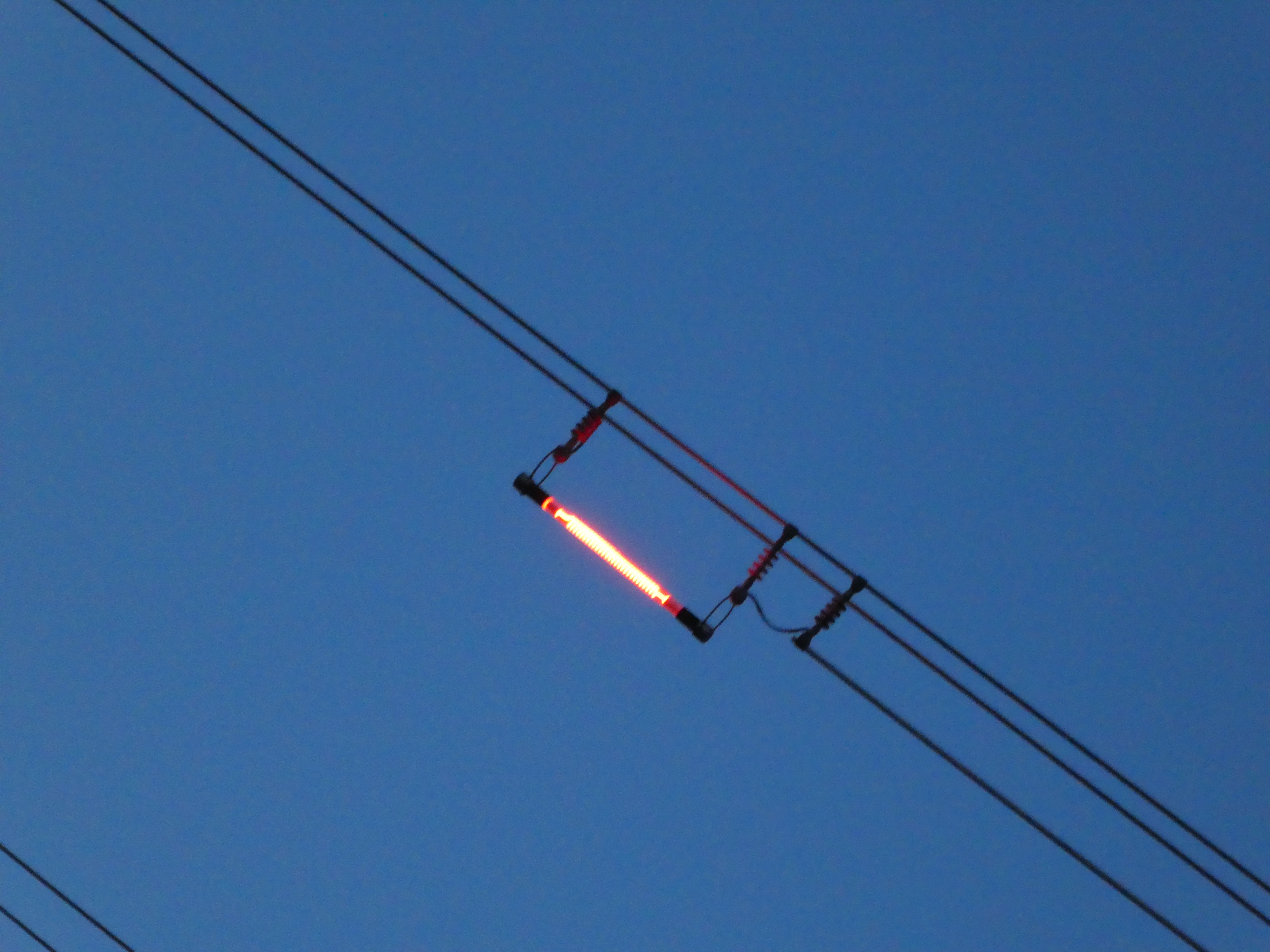
Световое ограждение Balisor (лампа крупным планом)

Balisor производятся для обычной атмосферы, Balisor-AP — для агрессивной атмосферы (высокая влажность, присутствие агрессивных паров, газов и частиц сажи).